# 中華人民共和国民事訴訟法
中華人民共和国民事訴訟法（ちゅうかじんみんきょうわこくみんじそしょうほう）とは中華人民共和国において民事訴訟に関する法源となる規程であるが、民事訴訟手続だけでなく、人事訴訟、家事事件手続、民事執行手続、民事保全、非訟事件手続に関する規定も含まれている。中国語原文表記は、「中华人民共和国民事诉讼法」である。

## 概説
本法は、第1編「総則（总则）」（第1章から第11章）、第2編「裁判手続（审判程序）」（第12章から第18章）、第3編「執行手続（执行程序）」（第19章から第22章）と第4編「渉外民事訴訟手続の特別規定（涉外民事诉讼程序的特别规定）」（第23章から第28章）により構成される。

### 第1編「総則」
第1章は「任務、適用範囲および基本原則（任务、适用范围和基本原则）」（第1条から第16条）である。第2章は「管轄（管辖）」であり、第1節「審級管轄（级别管辖）」（第17条から第20条）、第2節「地域管轄（地域管辖）」（第21条から第35条）、第3節「移送管轄及び指定管轄（移送管辖和指定管辖）」（第36条から第38条）に分かれる。第3章は「裁判組織（审判组织）」（第39条から第43条）、第4章は「忌避（回避）」（第44条から第47条）である。第5章は「訴訟参加人（诉讼参加人）」であり、第1節「当事者（当事人）」（第48条から第56条）、第2節「訴訟代理人（诉讼代理人）」（第57条から第62条）に分かれる。第6章は「証拠（证据）」（第63条から第81条）である。第7章は「期間、送達（期间、送达）」であり、第1節「期間（期间）」（第82条・第83条）、第2節「送達（送达）」（第84条から第92条）に分かれる。第8章は「調解（调解）」（第93条から第99条）、第9章「財産保全と先行執行（保全和先予执行）」（第100条から第108条）、第10章は「民事訴訟の妨害に対する強制措置（对妨害民事诉讼的强制措施）」（第109条から第117条）、第11章は「訴訟費用（诉讼费用）」（第118条）である。

### 第2編「裁判手続」
第12章は「第一審の普通手続（第一审普通程序）」であり、第1節「訴訟の提起と受理（起诉和受理）」（第119条から第124条）、第2節「審理前の準備（审理前的准备）」（第125条から第133条）、第3節「開廷審理（开庭审理）」（第134条から第149条）、第4節「訴訟の中断と終了（诉讼中止和终结）」（第150条・第151条）、第5節「判決と裁定（判决和裁定）」（第152条から第156条）に分かれる。第13章は「簡易手続（简易程序）」（第157条から第163条）、第14章は「第二審の手続（第二审程序）」（第164条から第176条）である。第15章は「特別手続（特别程序）」を定め、第1節「一般規定（一般规定）」（第177条から第180条）、第2節「選挙人資格案件（选民资格案件）」（第181条・第182条）、第3節「宣告失踪、死亡宣告事件」（第183条から第186条）、第4節「公民の民事行為無能力、制限民事行為能力認定事件（认定公民无民事行为能力、限制民事行为能力案件）」（第188条から第190条）、第5節「認定財産無主案件（认定财产无主案件）」（第191条から第193条）、第6節「確認調解協議案件（确认调解协议案件）」（第194条・第195条）、第7節「実現担保物件案件（实现担保物权案件）」（第196条・第197条）に分かれる。第16章は「審判監督手続（审判监督程序）」（第198条から第213条）、第17章は「督促手続（督促程序）」（第214条から第217条）、第18章「公示催告手続（公示催告程序）」（第218条から第223条）である。

### 第3編「執行手続」
第19章は「一般規定（一般规定）」（第214条から第235条）、第20章「執行の申請と移送（执行的申请和移送）」（第236条から第240条）、第21章は「執行措置（执行措施）」（第241条から第255条）、第22章は「執行中止と終結（执行中止和终结）」（第256条から第258条）である。

### 第4編「渉外民事訴訟手続の特別規定」
第23条「一般原則（一般原则）」（第259条から第264条）、第24章「管轄（管辖）」（第265条・第266条）、第25章「送達、期間（送达、期间）」（第267条から第270条）、第26章「仲裁（仲裁）」（第271条から第275条）、第27章「司法共助（司法协助）」（第276条から第284条）を定める。

## 沿革
中華人民共和国建国後、他の法分野と同様に長らく民事訴訟法も制定されていなかったが、1982年の試行版を経て、1991年4月１日に「中華人民共和国民事訴訟法」が採択された。その後、2007年10月28日に第1回目の改正が行われ、2012年8月31日に第2回目の改正がされた。第2回目の改正は翌2013年1月1日施行された。

## 総論
本民事訴訟法は、平等な権利主体たる個人、法人およびその他の組織間に生じた財産関係および人身関係により提起された民事訴訟である（第3条）。中国の領域内で生じたものに適用される（第4条）。日本とは異なり、行政訴訟に民事訴訟法は参照することができるとされるだけであり、行政訴訟は法院の行政廷で、民事訴訟は民事廷で、それぞれ審理される。中国国籍者と外国国籍者、無国籍者、外国企業・組織は平等に扱われる（第5条1項）。民事訴訟についても裁判の独立がうたわれる（第6条）。

### 調停主義
本法の原則の柱に「調停主義」がある（第9条）。中国における紛争解決ではとくに社会の安定、矛盾の解消と予防が強調されており、「和諧社会」（調和の取れた社会）との近時のスローガンとも相まって、調停がそれを実現するための重要な手段と認識されている。その結果、調停優先の方針が打ち出され、訴訟のすべての段階のみならず、立案、受理、執行や再審の段階でも調停による解決が推奨されている。

### 裁判監督
社会主義法に共通する制度として裁判監督がある。これは当事者の申立によらずとも、上級法院・検察院が裁判の誤りを是正するために申し立てて行われる監督審である。日本の刑事事件の非常上告に相当するような制度が民事・刑事両面にわたり広範に行われている。法院、検察院および当事者が、すでに法的効力を生じている判決、裁定および調停合意に確かに誤りがあると認識して最新の提起ないしは申請をすることができる。このように裁判の蒸し返しを許す構造となっていることから、判決の確定という概念は用いられていない。

## 民事の審理
本法第10条では、「民事の審理」は、合議、回避、公開裁判、二審終審を実行する制度と規定している。合議制度とは、3名以上の裁判官からなる裁判グループを組み合わせ、裁判所を代表して、案件の審理と判決を下す制度である。合議グループの責任者である裁判長は、裁判所所長か法廷長によって指名される。この裁判グループは、裁判所の裁判委員会の指導と監督を受け、裁判委員会の決議を執行する。また中国では、陪審員制度を採っている。陪審員は市民の中から有識者が選ばれ、合議審理に参加することができる。決議は多数決で決められる。